# Aeroportul Fort Severn
Aeroportul Fort Severn (IATA: YER, ICAO: CYER) este un aeroport din Ontario, Canada ce deservește zona Fort Severn First Nation⁠(d).
Situat la o altitudine de 16 m, aeroportul dispune de o singură pistă. Este operat de Government of Ontario⁠(d).